# Dilleniales
Ordre
Classification APG II (2003)
Classification APWebsite
Classification APG III (2009)
Classification APG IV (2016)
Ordre
Familles de rang inférieur
Les Dilleniales sont un ordre de plantes dicotylédones. La classification des plantes qui en font partie donne lieu a de nombreuses hésitations. En 2016, la classification phylogénétique APG IV (2016) l'accepte de nouveau pour classer les Dilléniacées, tandis que les Paéoniacées restent dans les Saxifragales d'après la classification phylogénétique.

## Liste des familles
Selon BioLib (2 octobre 2016) :
- famille Dilleniaceae Salisb.

## Histoire
En classification classique de Cronquist (1981), il ne comprend que deux familles :
- famille Dilleniaceae
- famille Paeoniaceae

En classification phylogénétique APG (1998) et classification phylogénétique APG II (2003), cet ordre n'est pas reconnu. Les Dilléniacées sont rattachées directement au noyau des Dicotylédones vraies (en:core eudicots) alors que les Paéoniacées font partie de l'ordre des Saxifragales.
Dans la classification plus moderne de Angiosperm Phylogeny Website et NCBI-site [21 février 2007], cet ordre est accepté de nouveau: en ce cas il comprend seulement les Dilléniacées.
En classification phylogénétique APG III (2009), cet ordre n'est toujours pas reconnu.
En classification phylogénétique APG IV (2016), l'ordre des Dilleniales est de nouveau accepté pour les seuls Dilleniaceae.